# Scaphytopius carasensis
Scaphytopius carasensis är en insektsart som beskrevs av Rauno E. Linnavuori och Heller 1961. Scaphytopius carasensis ingår i släktet Scaphytopius och familjen dvärgstritar. Inga underarter finns listade i Catalogue of Life.